# Lucas Martínez de Begazo
, 
Lucas Martínez de Begazo, capitán español que llegó junto a Francisco Pizarro a los territorios del Imperio inca y que el rey de España nombró encomendador de las tierras de Arequipa y Arica.
En 1540 funda la villa de San Marcos de Arica, la cual hoy en día se conoce como Arica.